# Малинівка (Семенівська селищна громада)
Малинівка — село в Україні, у Семенівській селищній громаді Кременчуцького району Полтавської області. Населення становить 306 осіб. 

## Географія
Село Малинівка знаходиться на відстані 2,5 км від села Устимівка та за 3 км від села Єгорівка.

## Історія
30 травня 2008 року колишньому селищу надано статус села.
До 2016 року село носило назву Чапаєвка.
12 червня 2020 року, відповідно до розпорядження Кабінету Міністрів України № 721-р «Про визначення адміністративних центрів та затвердження територій територіальних громад Полтавської області», село увійшло до складу Семенівської селищної міської громади.
19 липня 2020 року, в результаті адміністративно - територіальної реформи та ліквідації Семенівського району, село увійшло до складу новоутвореного Кременчуцького району.

## Політика

### Парламентські вибори, 2019
На позачергових парламентських виборах 2019 року у селі функціонувала окрема виборча дільниця № 530857, розташована у приміщенні клубу.
Результати
- зареєстровано 130 виборців, явка 80,77%, найбільше голосів віддано за Радикальну партію Олега Ляшка — 32,38%, за «Слугу народу» — 30,48%, за Опозиційну платформу — За життя — 13,33%.[4] В одномандатному окрузі найбільше голосів отримав Фахраддін Мухтаров (самовисування) — 31,43%, за Віталія Мірошниченка (Радикальна партія Олега Ляшка) — 11,43%, за Анастасію Ляшенко (Слуга народу) і Ігорія Лінчевського (самовисування) — по 10,48%[5].